# Bercati (Dorf)
Bercati (Bercate, Berekate) ist ein osttimoresisches Dorf im Suco Aissirimou (Verwaltungsamt Aileu, Gemeinde Aileu).

## Geographie
Bercati befindet sich im Südosten der gleichnamigen Aldeia. Das Dorf liegt am Westufer des Berecali, eines Nebenflusses des Nördlichen Laclós. Kleinere Zuflüsse verlaufen nördlich und westlich der Siedlung. Eine Piste verbindet Bercati mit den südlich gelegenen Nachbardörfern Urluli und Uaho. Der Weg zur Außenwelt führt durch den Berecali, dessen Wasserstand im Wechsel zwischen Trocken- und Regenzeit stark schwankt. Am gegenüberliegenden Ufer liegt das Dorf Saboria im gleichnamigen Suco.